# Hapaline colaniae
Hapaline colaniae är en kallaväxtart som beskrevs av François Gagnepain. Hapaline colaniae ingår i släktet Hapaline och familjen kallaväxter. Inga underarter finns listade.